# Seldsienean
Seldsienean megistorhynchus
Genre
Espèce
Seldsienean est un genre fossile de Crocodyliformes de la famille des Teleosauridae qui vivaient au Jurassique moyen (Bathonien). Des spécimens fossilisés ont été trouvés en Angleterre et France. Ce genre est monotypique et son espèce type est Seldsienean megistorhynchus.

## Taxonomie
L'espèce type de Seldsienean, S. megistorhynchus, a été initialement nommée Steneosaurus megistorhynchus par Jacques-Amand Eudes-Deslongchamps en 1866. Eudes-Deslongchamps (1867-1869) a décidé que S. megistorhynchus était le mieux placé pour remplir le rôle d'espèce-type pour Steneosaurus car l'espèce de type hypodigme S. rostromajor était un composite de restes de téléosauridés et de métriorhynchidés,.
Cependant, l'action d'Eudes-Deslongchamps viole l'article 67 parce que megistorhynchus n'était pas une espèce initialement incluse de Steneosaurus. Cependant, Lydekker (1888) and Steel (1973) a suivi Eudes-Deslongchamps pour traiter S. megistorhynchus comme espèce de type Steneosaurus,. Dans sa thèse de 2019, Michela Johnson a restreint Steneosaurus à l'espèce type Steneosaurus rostromajor et a inventé le nomen ex dissertationae Seldsienean pour S. megistorhynchus,.

## Systématique
Le nom valide complet (avec auteur) de ce taxon est Seldsienean Johnson (d), Young (d) & Brusatte, 2020.